# Сезон ФК «Чорноморець» (Одеса) 2016—2017
Сезон ФК «Чорноморець» (Одеса) 2016–2017 — 26-й сезон одеського «Чорноморця» у чемпіонатах / кубках України, та 79-й в історії клубу.

## Склад
15 липня 2016 року «Чорноморець» орендував у київського «Динамо» півзахисника Олександра Андрієвського.
19 липня 2016 року захисник Сергій Люлька підписав контракт з одеською командою.
21 серпня 2016 року Петро Переверза повернувся до склада «Чорноморця».
1 вересня 2016 року «Чорноморець» орендував у донецького «Шахтаря» півзахисника Андрія Коробенко.
2 вересня 2016 року одеська команда підписала контракти з воротарем Данилом Каневцевим і півзахисником Шерифом Іса. Іса став першим нігерійським «легіонером» в історії «Чорноморця». Грузинська «Гурія» орендувала нападника «Чорноморця» Євгена Мурашова.
13 вересня 2016 року «Чорноморець» повідомов, що підписав контракт із півзахисником Максимом Третьяковим.
12 грудня 2016 року у зв'язку із закінченням терміну дії контракту «Чорноморець» залишив півзахисник Валерій Куценко. Одночасово «моряки» підписали захисника Олександра Каплієнко.
13 грудня 2016 року склад команди залишив бразильський півзахисник Матеус.
15 грудня 2016 року за обопільною згодою був розірван контракт між «Чорноморцем» та нігерійським півзахисником Іса.
2 січня 2017 року «Чорноморець» повідомив що клуб покинули основний голкіпер команди Євген Боровик, та основний капітан команди Артем Філімонов.
13 січня 2017 року стало відомо що по закінченні оренди Владислав Калітвінцев повернеться до київського «Динамо».
10 лютого 2017 року «Чорноморець» орендував бразильського нападника Джордже Еліаса дос Сантоса.
21 лютого 2017 року гравцями «Чорноморця» стали воротар Сергій Смородін, захисник Різван Аблітаров, півзахисники Артур Карноза і Олександр Машнін.
25 лютого 2017 року після відходу з команди Артема Філімонова відбулися вибори нового капітана. Їм одноголосно став Сергій Люлька, віце-капітанами — Владислав Кабаєв і Євгеній Мартиненко. Олександр Бабич, що виконував обов'язки головного тренера першої команди з 16 грудня 2014 року, був офіційно призначений на цю посаду.
22 травня 2017 року стало відомо, що нападник одеської команди Владислав Кабаєв у наступному сезоні буде гравцем луганської «Зорі».

## Хронологія сезону

### Липень2016
- 23 липня 2016 р. У матчі 1-го туру чемпіонату України 2016/17 «Чорноморець» поступився у Полтаві з рахунком 0:1 місцевій «Ворсклі»[20][21].
- 29 липня 2016 р. Стало відомо що нападаючий «Чорноморця» Петро Переверза як мінімум найближчі 6 місяців на умовах оренди буде гравцем одеської «Жемчужини»[22].
- 30 липня 2016 р. В Одесі, в матчі 2-го туру чемпіонату України «моряки» програли донецькому «Шахтареві» з «великим» рахунком 1:4[23][24]. Це була перша крупна поразка «моряків» на своєму полі в поточному чемпіонаті.

### Серпень2016
- 7 серпня 2016 р. В Запоріжжі[25] у матчі 3-го туру чемпіонату України, «Чорноморець» програв другу поспіль гру з «великим» рахунком. Цю гру одеська команда програла луганській «Зорі» з рахунком 0:4[26][27]. Це була перша крупна поразка одеської команди на чужому полі в поточному чемпіонаті.
- 14 серпня 2016 р. У грі 4-го туру чемпіонату України «моряки» не лише перервали серію невдач, але зробили це з «великим» рахунком, обігравши в Одесі донецький «Олімпік» — 3:0[28][29]. У матчі, який став першою перемогою в сезоні/чемпіонаті України, своїм першим гольовим дублем у кар'єрі відзначився захисник «Чорноморця» Євген Мартиненко.
- 17 серпня 2016 р. ФК «Чорноморець» (Одеса) отримав офіційне повідомлення про прийняття в число членів Асоціації європейських клубів (ЕСА)[30].
- 21 серпня 2016 р. У 5-му турі першості України «моряки» перемогли у Кропивницькому місцеву «Зірку» з рахунком 1:0[31][32]. Це була перша виїзна перемога одеської команди у сезоні.
- 27 серпня 2016 р. У матчі 6-го туру чемпіонату України «Чорноморець» обіграв в Луцьку місцеву «Волинь» з рахунком 1:0, продовживши свою виграшну серію до трьох ігор поспіль. Також це була друга поспіль перемога одеської команди граючи на виїзді[33][34].

### Вересень2016
- 11 вересня 2016 р. У матчі 7-го туру чемпіонату України «моряки» обіграли в Одесі ФК «Олександрія» з рахунком 1:0[35][36]. Це була четверта перемога поспіль «Чорноморця» у чемпіонаті.
- 17 вересня 2016 р. Матч 8-го туру першості України «Чорноморець» грав у Львові з місцевими «Карпатами». Гра завершилась внічию (0:0), яка стала першою для одеської команди в офіційних матчах сезону 2016/17[37][38].
- 21 вересня 2016 р. «Моряки» невдало зіграли у 26-му розиграші кубка України з футболу. Програвши у місті Охтирка місцевому клубу «Нафтовик-Укрнафта» з рахунком 0:2 «Чорноморець» вибув з турніру[39][40]. Але треба казати що наставники «Чорноморця» повезли на гру неоптимальний склад, давши резервістам шанс проявити себе[41].
- 25 вересня 2016 р. У матчі 9-го туру чемпіонату України «Чорноморець» зіграв в Одесі внічию (0:0) з командою «Дніпро»[42][43], і довів свою «суху» серію до шести матчів поспіль[44].

### Жовтень2016
- 1 жовтня 2016 р. У Дніпрі[45], у матчі 10-го туру першості України «моряки» обіграли «Сталь» з Кам'янського з рахунком 2:1, і продовжили свою безпрограшну серію до семи матчів поспіль[46][47].
- 15 жовтня 2016 р. У матчі 11-го туру чемпіонату України «Чорноморець» приймав в Одесі поточного чемпіона країни — київське «Динамо». Завершивши гру внічию (1:1) «моряки» довели свою безпрограшну серію до восьми матчів поспіль[48][49].
- 23 жовтня 2016 р. Грою в Одесі проти полтавської «Ворскли» «Чорноморець» почав друге коло чемпіонату України. У матчі «моряки» поступилися гостям з рахунком 1:2[50][51].
- 29 жовтня 2016 р. У Львові[52], в матчі 13-го туру першості України «Чорноморець» програв донецькому «Шахтареві» з рахунком 0:2[53][54].

### Листопад2016
- 6 листопада 2016 р. Гру 14-го туру національної першості «моряки» зіграли в Одесі внічию (0:0) із луганською "Зорею"[55][56].
- 19 листопада 2016 р. У матчі 15-го туру чемпіонату України «Чорноморець» поступився в Сумах[57] донецькому «Олімпіку» з рахунком 0:1[58][59].
- 26 листопада 2016 р. В Одесі, у матчі 16-го туру національної першості «моряки» перервали свою п'ятиматчеву безвиграшну серію. Програючи по ходу гри одеська команда змогла обіграти «Зірку» з Кропивницького з рахунком 2:1[60][61].

### Грудень2016
- 3 грудня 2016 р. У матчі 17-го туру чемпіонату України «Чорноморець» зіграв в Одесі внічию (0:0) із командою «Волинь» з Луцька[62][63].
- 11 грудня 2016 р. «Чорноморець» завершив 2016 рік грою 18-го туру чемпіонату України в Олександрії проти однойменного клубу, поступившись господарям поля з рахунком 1:2[64][65].

### Лютий2017
- 26 лютого 2017 р. Перший офіційний матч 2017 року приніс «морякам» перемогу. У грі 19-го туру чемпіонату України «Чорноморець» обіграв в Одесі львівські «Карпати» з рахунком 1:0[66][67].

### Березень2017
- 4 березня 2017 р. У матчі 20-го туру чемпіонату України «Чорноморець» на виїзді зіграв внічию з клубом «Дніпро» – 1:1[68][69]. Згідно з рішенням КДК ФФУ від 8 грудня 2016 року матч відбувся без глядачів[70].
- 11 березня 2017 р. «Моряки» мінімально поступилися (0:1) в Одесі клубу «Сталь» (Кам'янське) у грі 21-го туру чемпіонату України[71][72].
- 17 березня 2017 р. «Чорноморець» закінчив перший етап чемпіонату країни матчем 22-го туру у Києві, програвши місцевому «Динамо» з рахунком 1:2[73][74]. За підсумками першого етапу чемпіонату одеська команда увійшла до першої шістки, яка на другому етапі продовжить боротьбу за медалі першості і за право представляти Україну в єврокубках сезону 2017/18.

### Квітень2017
- 1 квітня 2017 р. «Моряки» розпочали другий етап першості України матчем в Одесі проти донецького «Олімпіка». Гра 23-го туру чемпіонату закінчилась з рахунком 0:0[75][76].
- 9 квітня 2017 р. У матчі 24-го туру чемпіонату України «Чорноморець» грав у Харкові[77] з донецьким «Шахтарем». Програючи по ходу гри одеська команда продемонструвала волю до перемоги і завдала лідерові першості першої поразки в турнірі[78]. Свій перший гол у складі моряків забив бразилець Еліас, що приніс своїй команді перемогу з рахунком 2:1[79]. Цей матч став першою поразкою «Шахтаря» в чемпіонатах України під керівницьтвом Паулу Фонсека.
- 10 квітня 2017 р. За підсумками голосування експертної ради української футбольної прем'єр-ліги, нападаючий «моряків» Жорже Еліас був вибраний кращим гравцем 24-го туру чемпіонату України серед команд прем'єр-ліги[80]. За підсумками голосування всеукраїнського об’єднання тренерів з футболу, головний тренер «Чорноморця» Олександр Бабич був вибраний кращим тренером 24-го туру чемпіонату України серед команд прем'єр-ліги[81].
- 11 квітня 2017 р. Стало відомо, що центральний захисник одеської команди Давид Хочолава у наступному сезоні буде гравцем донецького «Шахтаря»[82].
- 16 квітня 2017 р. Через незадовільний стан газону на стадіоні «Чорноморець» свій домашній матч 25-го туру чемпіонату України «моряки» проводили в Олександрії[83]. «Чорноморцю» вдалося обіграти ФК «Олександрія» з рахунком 1:0[84].
- 23 квітня 2017 р. У матчі 26-го туру чемпіонату України «Чорноморець» з рахунком 2:1 обіграв у Запоріжжі[25] луганську «Зорю»[85][86]. «Моряки» здобули перемогу завдяки гольовому дублю нападника Дмитра Коркішко, який був вибраний кращим гравцем 26-го туру чемпіонату України серед команд прем'єр-ліги[87].
- 30 квітня 2017 р. Знову через незадовільний стан газону на стадіоні «Чорноморець» «моряки» були вимушені грати свій домашній матч першості України за межами Одеси. У грі 27-го туру чемпіонату вони у Києві програли місцевому «Динамо» з великим рахунком 1:4[88][89].

### Травень2017
- 6 травня 2017 р. У матчі 28-го туру чемпіонату України «Чорноморець» у Києві[90] поступився донецькому «Олімпіку» з рахунком 0:1[91][92].
- 13 травня 2017 р. «Моряки» повернулись до рідної арени, де у грі 29-го туру чемпіонату України програли з великим рахунком (0:3) новому чемпіону країни — донецькому «Шахтарю»[93][94].
- 21 травня 2017 р. У матчі 30-го туру чемпіонату України «Чорноморець» зіграв на виїзді внічию (1:1) з командою ФК «Олександрія»[95][96].
- 26 травня 2017 р. Гру 31-го туру чемпіонату України «моряки» грали в Одесі проти луганської «Зорі», та поступилися з рахунком 0:1. Другий матч поспіль одеська команда завершувала вдесятьох[97][98].
- 31 травня 2017 р. Матч 32-го туру чемпіонату України «Чорноморець» програв в Одесі[99] київському «Динамо» — 1:2[100][101], і завершив національну першість 2016/17 на шостому місці.

## Гравці в збірних[102]
Докладніше: Гравці ФК «Чорноморець» Одеса у футбольних збірних

23 січня 2017 року захисник «Чорноморця» Давид Хочолава провів свій перший матч у складі національної збірної Грузії.

## Індивідуальні досягнення гравців
Олег Данченко, Давид Хочолава і Дмитро Коркішко увійшли до списку найкращих футболістів України 2016/17.